# Quasar (motorfiets)
Quasar is een historisch merk van overdekte motorfietsen.
Quasar Motorcycles Ltd. Bristol (1976-1983).

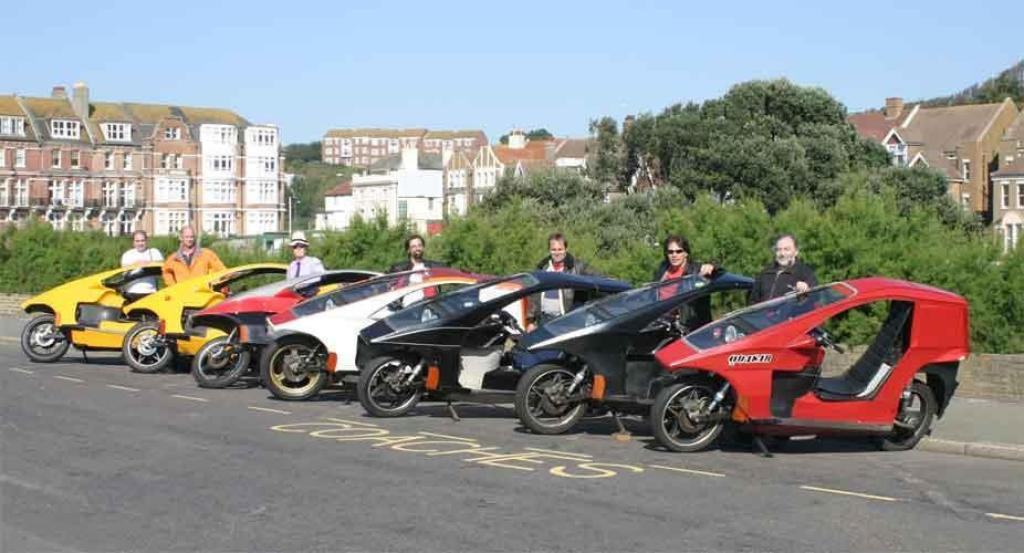
Zeven Quasars op rij

Malcolm Newell bouwde in 1976 dit Enclosed Narrow Vehicle, die werd aangedreven door een 40 pk Reliant-motor. De bestuurder zat geheel in een soort carrosserie. Later bouwde Newell de Phasar, een soortgelijke machine die werd aangedreven door een Kawasaki Z 1300-zescilindermotor. In 1983 verdween het merk van het toneel. Er waren toen 20 machines verkocht.